# Maria Angela Ardinghelli
Maria Angela Ardinghelli (1730 - 1825) foi uma figura memorável do século XVIII, atuou como tradutora italiana, matemática, física, e principalmente conhecida como a tradutora para o italiano dos trabalhos de Stephen Hales, um fisiologista newtoniano. Traduziu dois de seus trabalhos: Haemastaticks e Vegetable Staticks, publicadas em Nápoles, no ano de 1750. 

## Biografia
Maria Angela Ardinghelli nasceu em Nápoles (capital de Nápoles), mas não era proveniente de família aristocrata, nem mesmo compunha a classe média ascendente. Perdeu seu irmão durante a infância, passando a ser, desse modo, filha única. Seu pai, Nicola Ardinghelli, foi o responsável por criar condições para que ela estudasse com os melhores professores em Nápoles, no qual, aprendeu matemática, filosofia, inglês, francês, e latim fluente, em que chegou até a compor versos. Estudou Filosofia, Ciências físicas e matemáticas com o físico e matemático Pietro Della Torre e Vito Caravelli. Também estudou inglês e francês.
Sua família era de Florência, descrita como “uma das mais distinguidas e antigas da Itália”, no século XVI. Quando a família Medici ascendeu ao poder em Toscana, a família Ardinghelli se mudou de Toscana a Nápoles.
As traduções de Haemastaticks e Vegetable Staticks, que Maria realizou, ajudou a transformar o conhecimento científico ao traduzi-lo para o contexto de Nápoles. Ela reinterpretava os experimentos vindos de fora para que se adequassem à realidade de Nápoles e decidia quais informações deveriam ser compartilhadas com os estudiosos de Paris. Dessa forma, passou a ocupar uma posição central, servindo de ponte entre os cientistas franceses curiosos sobre a natureza da região napolitana e os napolitanos em busca de visibilidade internacional.
Ardinghelli nunca quis sair de Nápoles. Deixou claro que nunca deixaria sua família, recusando o casamento com o arquiteto francês Julien Leroy e da possibilidade da tutoria científica das princesas reais em Versalles. Em Nápoles, hospedou muitos encontros intelectuais, onde serviram como ponto de encontro para naturalistas, uma vez que serviu como ponte para pesquisadores interessados na área natural de Nápoles. Embora não tenha sido a única a facilitar trocas entre comunidades distantes, foi a única mulher a exercer esse papel de forma constante. Para isso, desenvolveu formas próprias de preservar sua posição e credibilidade no meio intelectual.
Nesse sentido, é necessário lembrar das condições sociais que Ardinghelli vivia, já que não fazia parte da alta realeza e ao perder o seu pai, ficou mais vulnerável a julgamentos e zombarias, uma vez que o ambiente ao redor não era acolhedor com mulheres interessadas em conhecimento. Além disso, ela não teve pressa em casar, provavelmente pelo medo em perder seus trabalhos científicos, sendo assim, o seu anonimato em diversas obras, as quais muitas pessoas sabiam que pertenciam a ela, foi uma das formas de seguir as regras da época e uma estratégia para proteger sua reputação, evitando a ridicularização. 

### Ardinghelli e Nollet
Jean-Antoine Nollet foi um físico e membro da Academia de Ciências de Paris, desempenhou um papel crucial na carreira de Maria Angela no século, XVIII ao torná-la ao reconhecimento internacional. Eles se conheceram no final de 1749, e a partir disso, se relacionaram regularmente, com trocas de cartas, relação essa que é misturada entre complexidades sociais e pessoais, com admiração pessoal. Nesse sentido, Nollet promoveu o trabalho de Maria ao ler trechos científicos selecionados de suas cartas à Academia de Ciências, tornando-a uma membro não oficial da Academia, conferindo-lhe visibilidade científica à ela. A relação de Nollet ultrapassava a admiração pessoal e tornava-se também, afetiva, na qual mandou confeccionar um medalhão com o retrato da autora, que era exibido juntamente com sua coleção de objetos científicos. Essa forte aproximação deu origem à especulações e mal entendidos, no qual Maria reagiu firmemente à insinuações, e afirmando que a relação não passava de admiração e respeito. Sendo assim, Nollet valorizava muito as contribuições da autora, no entanto, agia de modo a protegê-la diante do contexto social da época, no qual mantinha-a no anonimato com certa visibilidade. A colaboração entre Nollet e Ardinghelli não foi unilateral, ela o ajudou com informações e dados científicos sobre a natureza e fenômenos do território napolitano, enquanto ele permitiu que ela tivesse visibilidade científica  a partir da Academia de Ciências.
Maria Angela Ardinghelli casou-se em 1777, pouco antes da morte da sua mãe, com o magistrado Carlos Crispo, e foi morar com ele no reino de Nápoles. Após o casamento, focou em questões jurídicas e ajudou o marido em seu trabalho, diminuindo suas atividades científicos, no entanto, manteve um contato com a comunidade intelectual local, principalmente na era napoleônica. 